# Campionati kosovari di ciclismo su strada
I campionati kosovari di ciclismo su strada sono la manifestazione annuale di ciclismo su strada che assegna il titolo di Campione di Kosovo. I vincitori hanno il diritto di indossare per un anno la maglia di campione kosovaro, come accade per il campione mondiale.

## Campioni in carica
| Uomini Elite | Uomini Elite  | Uomini Elite |
| ------------ | ------------- | ------------ |
| In linea     | Blerton Nuha  |              |
| Cronometro   | Samir Hasani  |              |
| Donne Elite  |               |              |
| In linea     | Sibora Kadriu |              |
| Cronometro   | Sibora Kadriu |              |

## Albo d'oro

### Titoli maschili
Aggiornato all'edizione 2023.
| Anno | Vincitore    | Secondo           | Terzo             |
| ---- | ------------ | ----------------- | ----------------- |
| 2016 | Alban Delija | Rrahim Mani       | Qendrim Guri      |
| 2017 | Rrahim Mani  | Migjen Beqiri     | Dragan Nikolcevic |
| 2018 | Samir Hasani | Gentrit Hajdari   | Rrahim Mani       |
| 2019 | Blerton Nuha | Dragan Nikolcevic | Rrahim Mani       |
| 2020 | Albion Ymeri | Egzon Misini      | Aguron Hoda       |
| 2021 | Alban Delija | Egzon Misini      | Albion Ymeri      |
| 2022 | Alban Delija | Sahit Arllati     | Valon Binakaj     |
| 2023 | Blerton Nuha | Samir Hasani      | Astrit Reçica     |

| Anno | Vincitore     | Secondo       | Terzo             |
| ---- | ------------- | ------------- | ----------------- |
| 2016 | Alban Delija  | Qendrim Guri  | Egzon Misini      |
| 2017 | Rrahim Mani   | Migjen Beqiri | Dragan Nikolcevic |
| 2018 | Egzon Misini  | Samir Hasani  | Perparim Ibrahimi |
| 2019 | Sahit Arllati | Blerton Nuha  | Dragan Nikolcevic |
| 2020 | Albion Ymeri  | Egzon Misini  | Sahit Arllati     |
| 2021 | Alban Delija  | Albion Ymeri  | Egzon Misini      |
| 2022 | Alban Delija  | Valon Binakaj | Sahit Arllati     |
| 2023 | Samir Hasani  | Blerton Nuha  | Alban Delija      |